# Borgo Valsugana
Borgo Valsugana (en allemand : Burg im Suganthal) est une commune italienne d'environ 6 970 habitants (2021) située dans la province autonome de Trente dans la région du Trentin-Haut-Adige dans le nord-est de l'Italie.

## Géographie
Borgo Valsugana est située dans une parte étroite de la Valsugana, entre le mont Ciolino au nord et le mont Rocchetta au sud, tous deux pas très élevés. C'est le centre de la Basse Valsugana, situé dans un resserrement de la vallée. La petite ville s'est développée autour du fleuve Brenta, et est la seule ville du Trentin-Haut-Adige à s'être développée sur les deux rives d'un fleuve (Trente, par exemple, occupe une seule rive de l'Adige).

## Histoire
Grâce à sa position de transition entre la Vénétie et le Trentin, Borgo Valsugana a toujours eu une certaine importance du point de vue historique, politique et économique.

### Des origines à l'époque romaine
Les premiers centres habités se sont d'abord installés dans la Basse Valsugana à partir de l'âge du bronze tardif. Il s'agissait principalement de populations rhétiques et gallo-vénitiennes. La romanisation de la région a probablement eu lieu dans le Ier siècle apr. J.-C., quand elle a été annexée au municipium de Feltria de la Regio X.

### XVIIIe–XIXesiècles
Les campagnes de Bonaparte en 1796 marquèrent la fin d'une longue période de paix. Bonaparte est arrivé à Borgo Valsugana et y a passé la nuit avec 15 000 hommes, avant d'aller battre les Autrichiens du comte Wurmser le lendemain, le 8 septembre 1796, près de Bassano del Grappa, lors de la bataille de Bassano.
Giacomo Casanova y séjourna les 4 et 5 novembre 1756, juste après sa fuite de la prison vénitienne des Plombs.

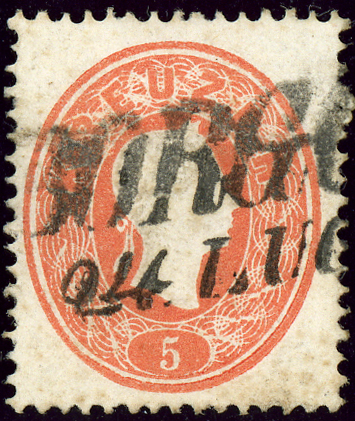
Timbre de l'empire d'Autriche en 1861

Jusqu'en 1918, la ville (appelée BORGO jusqu'à la fin du XIXe siècle) fait partie de la monarchie autrichienne (empire d'Autriche), puis Autriche-Hongrie (Cisleithanie après le compromis de 1867), chef-lieu du district de même nom, l'un des 21 Bezirkshauptmannschaften dans la province du Tyrol.

## Monuments et patrimoine
Parmi les monuments on souligne l'église principale, dédiée à la nativité de Marie, bâtiment du XVIIIe siècle assez intéressant. À côté de celle-ci, on trouve le campanile édifié par Tommaso Temanza et la petite église de San Rocco, complètement peinte par Francesco Corradi. Face à l'église principale il y a le palais où Napoléon Bonaparte a dormi quand il est passé par la Valsugana.
Sur la place principale il y a l'église de Sante Anne, qui était part d'un grand couvent dans le passé, presque entièrement détruit par un grand incendie dans le 1862. Un autre bâtiment du couvent qui n'a pas été détruit est ce qui constitue actuellement l'hôtel de ville.
Le centre-ville (et surtout sa part dénommée « Borgo vècio », c'est-à-dire « vieux Borgo ») est caractérisé par nombreux vieux palais et bâtiments, avec des décorations intéressantes. Près de l'église principale et à côté du fleuve Brenta il y avait un vieux grand bâtiment industriel du XIXe siècle, qui a été transformé en siège du lycée. Face du lycée on a récemment réalisée le « Parc de la paix Alfredo Dall'Oglio. »
Hors du centre-ville, dans une position isolée dans le passé, il y a le sanctuaire d'Onea.
Sur le mont Ciolino, à l'extrémité nord de la ville, on trouve le couvent des frères franciscains et des sœurs, qui offre une merveilleuse vue sur la ville et les montagnes autour d'elle. On trouve aussi Castel Telvana, un château situé dans une position très panoramique, utilisé comme résidence privée et caractérisé par une tour très haute et étroite. 

## Administration
| Période                                  | Période  | Identité         | Étiquette       | Qualité |
| ---------------------------------------- | -------- | ---------------- | --------------- | ------- |
|                                          |          | Laura Froner     | Parti démocrate |         |
| 15 mars 2009                             | En cours | Fabio Dalledonne |                 |         |
| Les données manquantes sont à compléter. |          |                  |                 |         |

L'ancien maire, Laura Froner, est membre du Parlement italien depuis 2006 et fait partie du groupe du Parti démocrate. 

### Hameaux
Olle

### Communes limitrophes
Les communes limitrophes sont  Asiago, Castelnuovo, Levico Terme, Novaledo, Roncegno, Ronchi Valsugana, Telve di Sopra, Telve et Torcegno.

## Personnalités liées à Borgo Valsugana
- Alcide De Gasperi, chef du gouvernement italien
- Stefania Segnana, femme politique
- Matteo Trentin, coureur cycliste italien